# Legione italiana (Garibaldi)

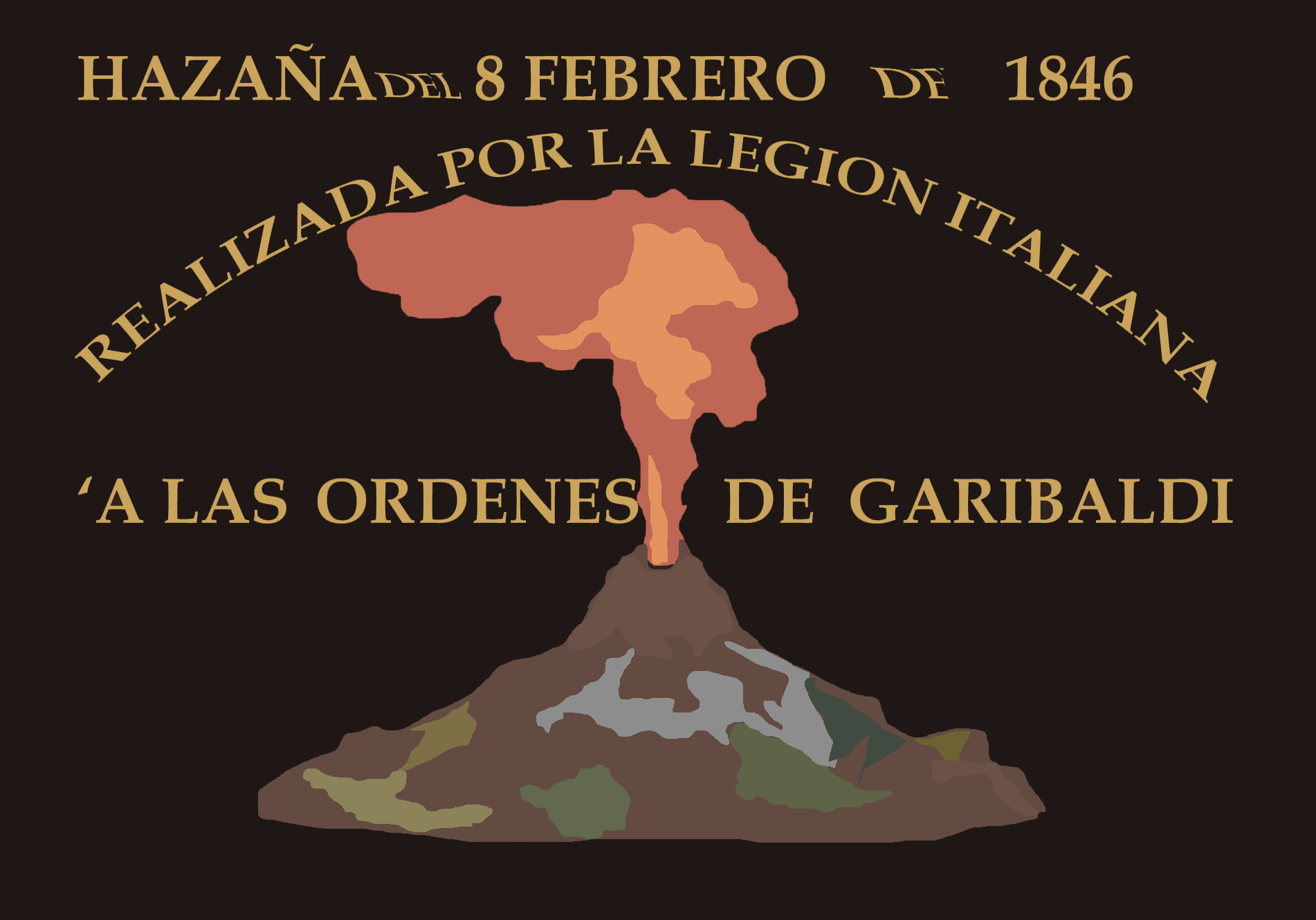

Fu denominata Legione Italiana la brigata di volontari italiani residenti a Montevideo, agli ordini di Giuseppe Garibaldi che combatté dapprima nella guerra civile uruguaiana nota anche localmente come "Guerra Grande" al fianco del Partito Colorado (i Colorados), contro il Partito Nazionale (i Blancos) e successivamente in Italia.

## Contesto storico
A partire dal marzo 1839 sulle rive del Río de la Plata iniziarono ad opporsi due schieramenti: da una parte il dittatore argentino Juan Manuel de Rosas, governatore di Buenos Aires e capo del Partito Federale, che d'accordo con il presidente uruguaiano Manuel Oribe, capo del partito Blanco, sperava di unire l'Uruguay all'Argentina a difesa degli interessi agricoli e latifondisti; dall’altra parte il Partito Unitario argentino alleato del generale e primo presidente uruguaiano Fructuoso Rivera, capo del partito Colorado, a difesa degli interessi commerciali di Montevideo. Al conflitto partecipavano, a protezione dei rispettivi interessi economici nell'area, sia per via diplomatica che con interventi militari Brasile, Francia e Regno Unito.
La campagna uruguaiana al centro ed al nord del paese era in mano ai Blancos, mentre la città di Montevideo che disponeva di un porto migliore di quello di Buenos Aires, dotato di acque profonde, e strategicamente posto all'imboccatura del Rio de la Plata costituiva la roccaforte dei Colorados, che si opponevano strenuamente alle mire espansionistiche di Rosas.
Alla fine del 1839 Rivera sconfisse Oribe nella battaglia di Cagancha e le operazioni militari si spostarono in Argentina concedendo all'Uruguay un periodo di pace di quasi 3 anni durante il quale l'economia si riprese e migliaia di immigranti sbarcarono a Montevideo.
Garibaldi arrivò a Montevideo ai primi di giugno del 1841, fuggendo dalla Repubblica del Rio Grande do Sul sconfitta dal governo imperiale brasiliano, prese alloggio in una casa al numero 314 di calle Portón, (oggi calle 25 de mayo) e si unì ai Colorados prendendo parte ad azioni militari in Argentina ma rientrò a Montevideo quando, alla fine del 1842, il generale Oribe sconfisse – senza fare prigionieri – l'esercito di Rivera nella battaglia di Arroyo Grande, nella provincia argentina di Entre Ríos.
L'attenzione dei federali argentini si rivolse quindi alla capitale uruguaiana, ma la squadra navale inglese presente sul Rio de la Plata impedì l'assedio della città al fine di evitare che le due sponde del Plata cadessero sotto lo stesso dominio. Tuttavia nel febbraio del 1843 il generale Oribe arrivato via terra a Montevideo, con il suo esercito al completo, iniziò l'assedio della città, sostenuto dalla flotta argentina comandata dall'ammiraglio irlandese William Brown (Guillermo Brown) dal lato del mare. Tale assedio durerà, con alterne vicende, 10 anni.
All'epoca la città, che viveva essenzialmente di commercio basato sull'esportazione di pelli e carni, contava circa 42.000 abitanti, la maggior parte dei quali erano immigrati. La colonia francese con oltre 6.000 persone era la più numerosa seguita da quella italiana con circa 4.200. La popolazione era complessivamente giovane: solo circa 3.000 persone erano sopra i 50 anni. Gli italiani erano principalmente artigiani e ortolani.
Nel 1843 il governo di Montevideo offrì a Garibaldi il comando della sua "flotta" composta da due navi di modeste dimensioni con il grado di colonnello e gli diede l'incaricato di riorganizzare la marina. Costui fece costruire alcuni lancioni ed acquistò una goletta ed un brigantino, quindi attaccò una nave argentina incagliata nella baia di Montevideo recuperandone cannoni e vele.
Oribe non attaccò la città ipotizzando una sua rapida caduta ma emise una nota nella quale informava tutti gli stranieri residenti a Montevideo che sarebbero stati considerati nemici. Il governo uruguaiano approfittò di questa minaccia invitandoli a formare gruppi armati. I francesi e gli italiani accettarono immediatamente.

## Nascita della Legione
I volontari italiani furono acquartierati nella caserma dei Dragones, in centro città. Garibaldi li visitò il 9 aprile 1843 ed organizzò, assieme al loro comandante, le truppe in due gruppi i veliti ed i legionari semplici: i primi risiedevano in permanenza in caserma e ricevevano vestiario e rancio dal governo; gli altri, avendo occupazioni dalle quali non potevano assentarsi, si presentavano in caserma alle cinque del pomeriggio per esercitazioni e prendere ordini. La Legione era organizzata in quattro divisioni; capo di stato maggiore era Luigi Missaglia, comandante Angelo Mancini, che nel 1844 diserterà lasciando il comando a Garibaldi.
La Legione non ebbe mai un numero fisso di uomini: ne aveva circa 500 all'inizio e raggiunse gli 800 uomini dopo che altri immigrati appena giunti dall'Italia si unirono ad essa la legione costituiva una significativa componente delle truppe uruguaiane forti di circa 5.000 uomini che si opponevano ai circa 7.000 assedianti tra Blancos e rosisti. Oltre agli italiani vi erano circa 2.500 legionari francesi, 500 emigrati argentini, 1.400 schiavi neri, emancipati per l'occasione e 800 membri della guardia nazionale uruguaiana.
Inizialmente i legionari vestivano abiti civili ma, forse già nel 1843, o solo nel marzo del 1845, il governo uruguaiano, cui spettava la fornitura degli equipaggiamenti ai legionari, avendo rinvenuto un carico di stoffa rossa destinata ai macellai di Buenos Aires e non consegnato a causa della guerra, lo cedette alla Legione che lo utilizzò per confezionare le giacche delle uniformi. Nacquero in quell'occasione le famose camicie rosse. Il rosso fu scelto per necessità, né ebbe alcun significato politico o rivoluzionario, peraltro, siccome anche le truppe avversarie vestivano con la giacca rossa, la scelta dello stesso colore non fu sicuramente dettata da ragioni tattiche.
Alla Legione venne consegnata la bandiera il 9 luglio 1843 che fu battezzata assieme a quella della legione francese di fronte alla Cattedrale Metropolitana di Montevideo ed ebbe come madrina Bernardina de Rivera, moglie del presidente dell'Uruguay. Il 2 ottobre 1843, la Legione italiana partecipò, insieme alle legioni francese e basca, allineate davanti ai loro comandanti, ad una manifestazione in piazza d'armi (oggi plaza Cagancha) alla presenza del ministro della guerra del governo della difesa di Montevideo. La bandiera era un drappo nero nel mezzo del quale spiccava il Vesuvio in eruzione, di cui Missaglia disse: «come il Vesuvio incessantemente arde così arde nei petti degli italiani il fuoco della Libertà».

## Le campagne in Sud America
L'esordio della Legione italiana fu deludente, il 2 giugno 1843 rientrò da una sortita e «non fece buona figura», ma cinque giorni dopo lo stesso Garibaldi messosi al comando di una compagnia riuscì a motivare la Legione ed a condurre a termine l'attacco di una fortificazione nemica.
Gli inizi delle operazioni furono difficili anche perché i volontari non avevano esperienza militare ed erano molto male organizzati. Fu soprattutto Francesco Anzani che si fece carico del loro addestramento. Alessandro Dumas, a nome di Garibaldi, scrive di Anzani: «Avec lui, tout reprit force et vie; la légion était horriblement administrée: il y donna tous ses soins.» (con lui tutto riprese forza e vita; la legione era amministrata in modo terribile: egli le fornì tutta l'assistenza).
Il 17 novembre 1843 la Legione italiana partecipò alla Battaglia delle Tre Croci (Combate de Tres Cruces), che avvenne nei pressi di Montevideo nel luogo dove oggi si trova (casualmente) l'Ospedale italiano. Il 23 aprile 1844, sconfisse in successione due corpi assedianti nei pressi del Cerro oltre la baia di Montevideo. Il 25 agosto 1844, Garibaldi con una sortita catturò nel porto del Buceo i rifornimenti degli assedianti e riuscì a portare in città generi alimentari necessari alla sopravvivenza di Montevideo.
Nel mese di aprile 1845, Garibaldi si imbarcò su una flotta di 20 navi con circa 900 uomini e giunse a Colonia del Sacramento, sotto la protezione della squadra navale franco-inglese. La città fu occupata e saccheggiata. Nel settembre 1845, Garibaldi occupò l'isola di Martín García, difesa da soldati dei federati e la città di Gualeguaychú.

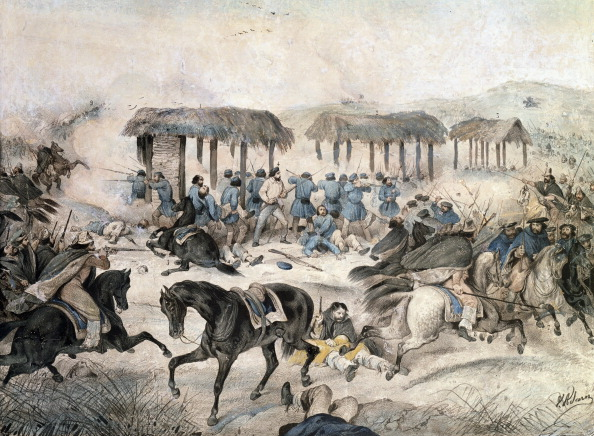
Garibaldini nella battaglia di San Antonio

Nel mese di ottobre, la Legione occupò la città di Salto. L'8 febbraio 1846, in territorio di Salto, nei pressi del torrente San Antonio, un affluente del fiume Uruguay, Garibaldi e la Legione italiana vinsero la Battaglia di San Antonio. Con 300 uomini ebbero la meglio sulle forze dei federati, che disponevano di 3.000 combattenti. I federati circondarono gli italiani, ma la Legione si difese e inflisse molte perdite, circa un terzo, agli avversari, cosa che li costrinse alla ritirata.

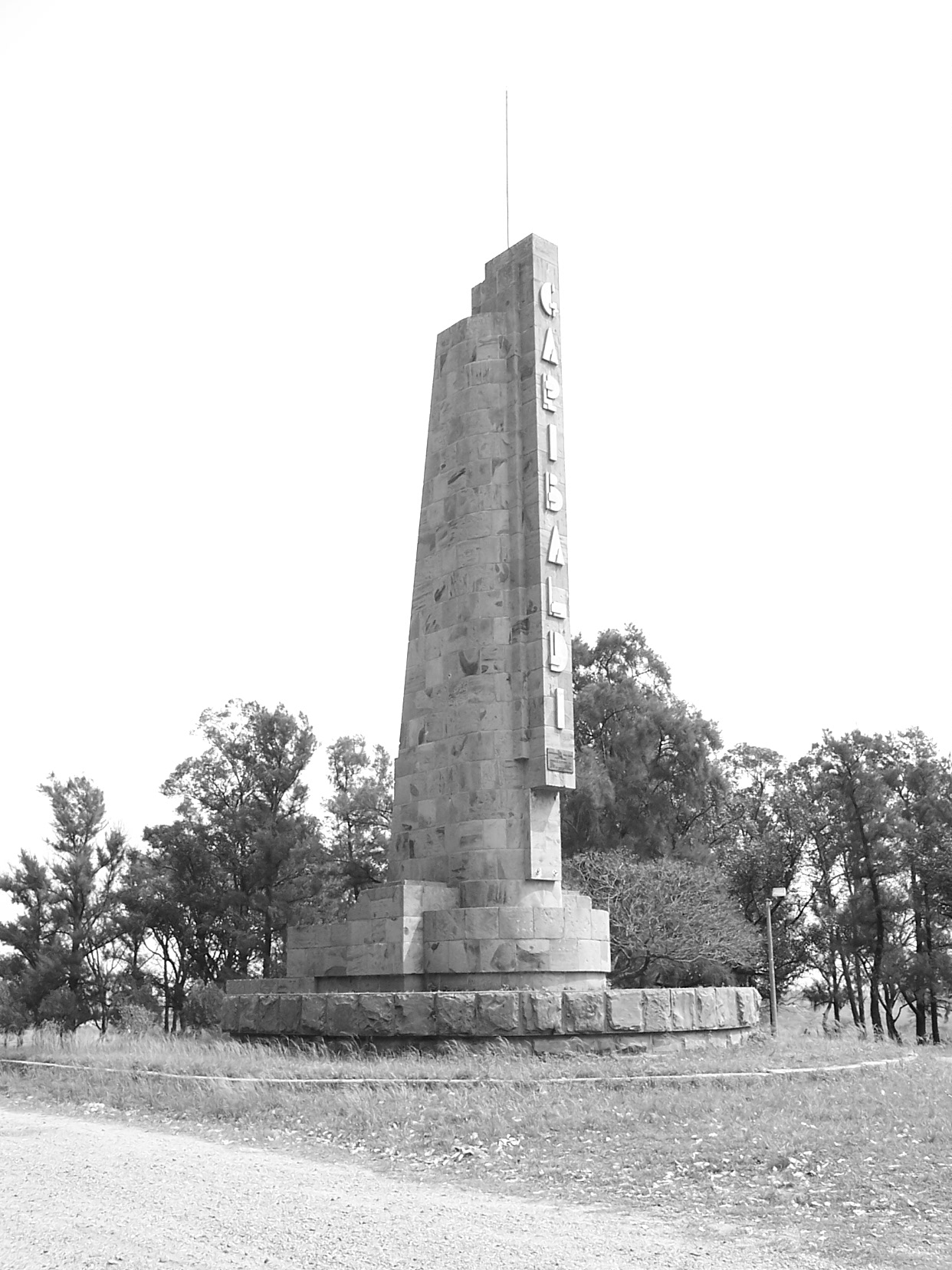
Monumento a Garibaldi a Salto.

Rientrato a Montevideo il 16 febbraio 1846 Garibaldi rifiutò la nomina a comandante in capo delle truppe uruguaiane, preferendo mantenere il comando della Legione italiana.
Il 4 settembre 1846, incontrò Giacomo Medici, proveniente dall'Italia, che lo informava degli sviluppi politici nella penisola ed il 15 aprile 1848, insieme a 62 compagni, e preceduto da Medici, si imbarcò sulla nave Speranza per Nizza. Antonio Susini gli successe come capo della Legione italiana.
Come ricompensa per la loro partecipazione alla difesa dell'Uruguay, i soldati della Legione italiana ricevettero, dopo aver rifiutato denaro, delle terre in concessione.

## La Legione Italiana in Italia
Il 28 giugno 1848, i 62 legionari accompagnarono Giuseppe Garibaldi in Europa per combattere al servizio del re Carlo Alberto, allora in guerra contro l'Austria. La Legione affrontò gli austriaci in Lombardia ed in Tirolo.
Garibaldi organizzò una "Legione Italiana" anche durante la Repubblica Romana del 1849.

## Iconografia
- La battaglia di Salto, incisione colorata - Collezione Comunale di stampe, Milano (Italia).
- La battaglia di Sant'Antonio, litografia Adam Victor, Parigi, senza data - Museo del Risorgimento, Genova (Italia).

### Esplicative
1. ↑  in spagnolo colorado significa rosso
2. ↑  erano 630 secondo l'opuscolo "La legione italiana in Montevideo" - Francia, 1846 pagina 1 in http://www.repubblicaromana-1849.it/index.php?7/dettaglio/&type=magazinePage&id=22067&backUrl=index.php%3F9%2Fopuscoli%2Fiei0134617%26type%3DmagazinePage%26id%3D22084%26pageNum%3D1#dettaglio consultato il 12/4/2019
3. ↑  i macellai di Buenos Aires come gli operai dei "saladeros" di Montevideo vestivano una casacca rossa che dava poco risalto alle macchie di sangue

### Bibliografiche
1. ↑   Giorgio Spini, Dalla preistoria ad oggi, 4 Dal seicento al 1848, 1974, Edizioni Cremonese, Roma.
2. 1 2 3 4 5 6 7  Affinati, Riccardo. Garibaldi e la Legione italiana a Montevideo in http://www.edizionichillemi.com/node/297
3. 1 2 3  http://lionel.dupont.pagesperso-orange.fr/EMIGRATION/LF2.htm
4. 1 2 3 4 5 6 7  Milani, Mino (2006). Giuseppe Garibaldi - Ugo Mursia Editore
5. 1 2 3 4  Dumas, Alexandre (1866). Mémoires de Garibaldi, tome 2/2 Michel Lévy Frères, libraires éditeurs, Parigi – in Project Gutemberg ebook release date: July 6, 2018 –EBook #57454
6. 1 2  Mugnai, Bruno (2016).  Garibaldi in Sudamerica: Gli anni dell'esilio e della lotta, 1835 – 1848, Soldiershop Publishing
7. ↑  De Maria, I (1883-1886) Anales de la defensa de Montevideo 1842-1851 in "El siglo Ilustrado", Montevideo, 1883-1886